# Ал-Ихлас
Сура Ал-Ихляс (на арабски: سورة الإخلاص), „Пречистването“ е 112-а сура от Корана. Тя е кратко изявление на абсолютното Божие единство и се състои от 4 айета. Ал-Ихляс означава „чистота“ или „пречистване“ в смисъл на да останеш вярващ и да пречистиш душата си от неислямските вярвания (от езичество например).
Спори се, дали сурата е меканска или мединска. Първото изглежда по-вероятно, след като Билал е повтарял „Ехад, Ехад“ (уникално название на Аллах от тази сура), когато е бил жестоко измъчван от господаря си. Убай Ибн Каб е предал, че сурата е била низпослана, след като езичниците питали Пратеникът с.а.с.: „О Мухаммед! Кажи ни потеклото на твоя Господ.“

## Преглед
Сурата установява Единството на Създателя. В нея се казва, че Аллах няма равен, няма произход (начало), няма край и е различен от всичко, което съществува. Четвъртият айет, „и няма равен Нему“, изразява несравнимостта на Аллах. Тази сура е била изписана на Каменния свод в Йерусалим от Абд ал-Малик ибн Мерван.

## Хадиси относно Ал-Ихляс
Според хадисите, тази сура е особено важна и почитана част от Корана:
Хадисът предаден от Имам Малик бин Енес  разказва:
| “ | Убейд бин Хунаин е чул Абу Хурейра да казва: „Разхождах се с Пророка и чухме някой да рецитира: „Кажи [о, Мухаммед]: „Той е Аллах  Единствения““. Пратеникът (салляллаху алейхи ве селлем) каза:„ неизбежен е“. Аз попитах какво. Той отвърна: „Дженнет“.“ | ” |

Хадисът предаден от Абу Се'ид  разказва:
| “ | Чух Пророкът да казва: „Способен ли е всеки от вас да изрецитира една трета от Корана за една вечер?“ Хората мислеха, че това е много трудно и за това попитаха: „Кой е способен да извърши това, о Пратенико на Аллах?“ Той отговори: „Кажи [о, Мухаммед]: Той е Аллах  Единствения е една трета от Корана.“ | ” |